# Christian von Mechel

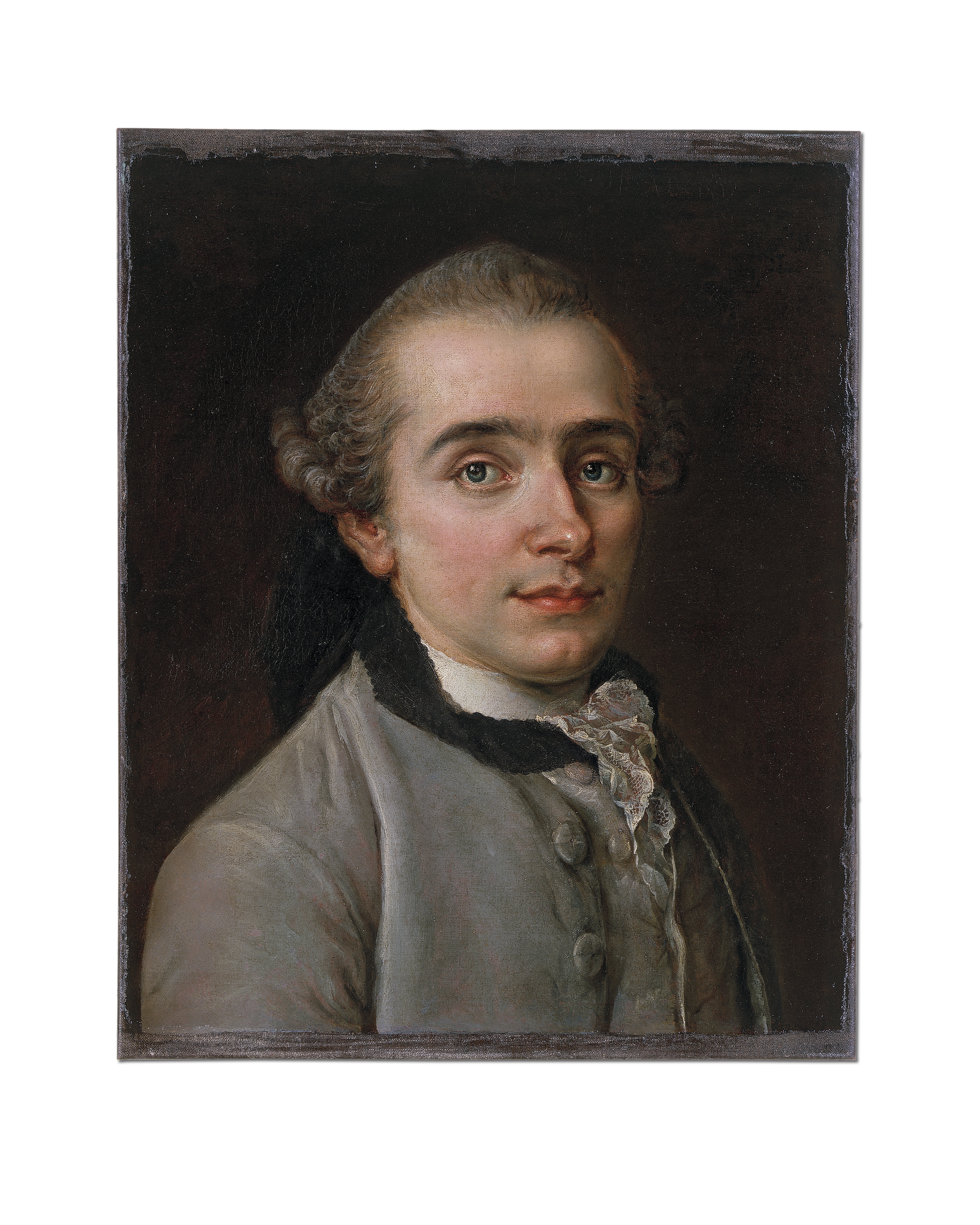
Johann Nikolaus Grooth: Porträt von Christian von Mechel, um 1765 (Historisches Museum Basel)

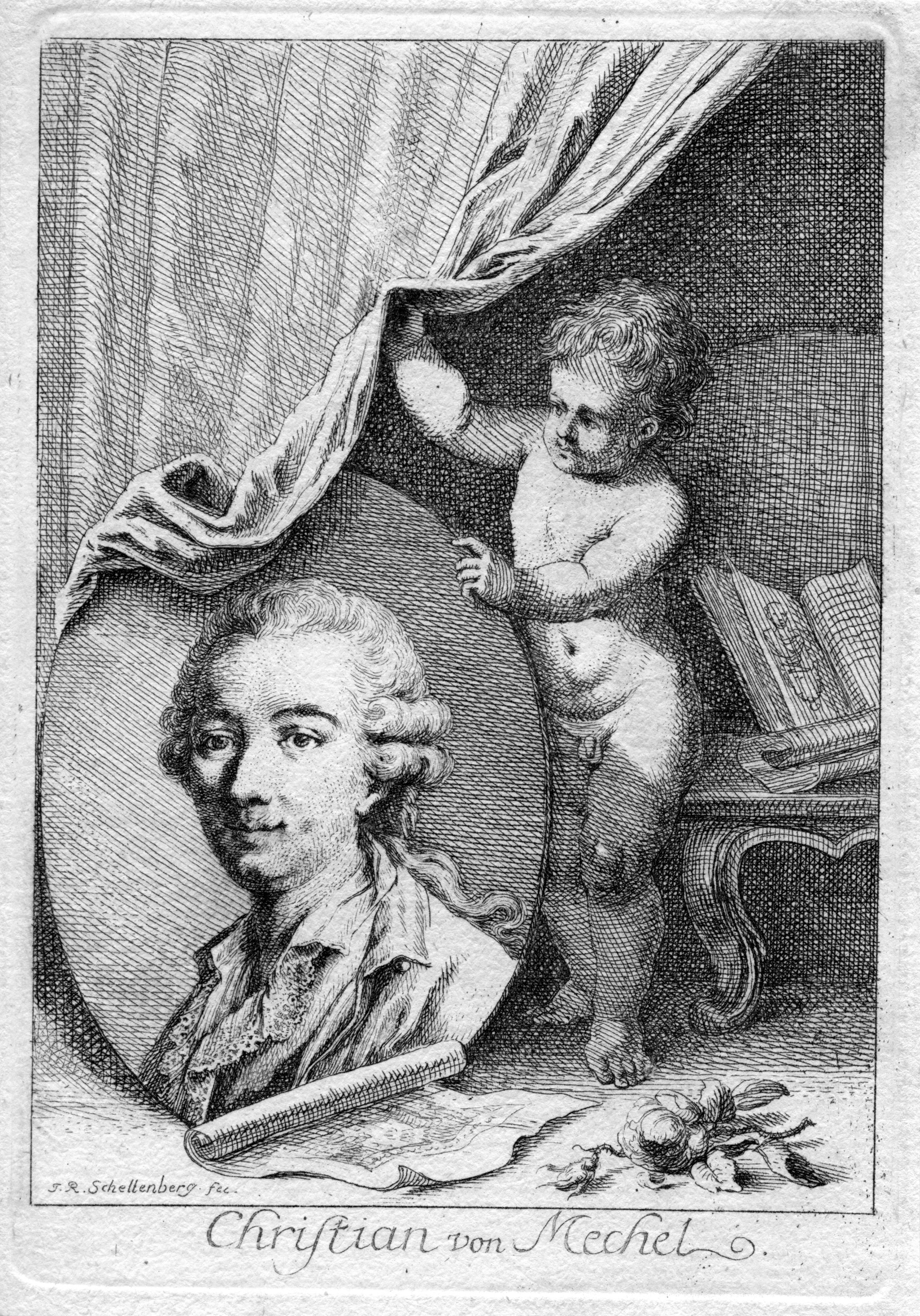
Porträt Christian von Mechels, um 1770.

Christian von Mechel (* 4. April 1737 in Basel; † 11. April 1817 in Berlin) war ein Schweizer Kupferstecher, Stichverleger und Kunsthändler.

## Leben
Christian von Mechel entstammte einer alteingesessenen Handwerkerfamilie in Basel. Sein Vater Johannes und dessen Vater Josias arbeiteten als Küfer, seine Mutter Salome war die Tochter eines Zunftmeisters. Die Familie von Mechel ist seit dem 16. Jahrhundert nachweisbar. Sie gehörte nicht dem Adel an. Auch ein Zusammenhang mit der Stadt Mechel ist nicht darstellbar.
Christian Mechel besuchte in Basel in Vorbereitung einer Laufbahn als Geistlicher die Lateinschule. Ab 1753 ging er in Augsburg bei Georg Daniel Heumann als Kupferstecher in die Lehre. 1757 war er kurz für Johann Georg Pintz in Nürnberg tätig. Von 1757 bis 1764 hielt er sich in Paris auf, wo er bei Johann Georg Wille lernte und später sein eigenes Atelier leitete. Er verlegte eigene Arbeiten und handelte mit Kunstgegenständen.

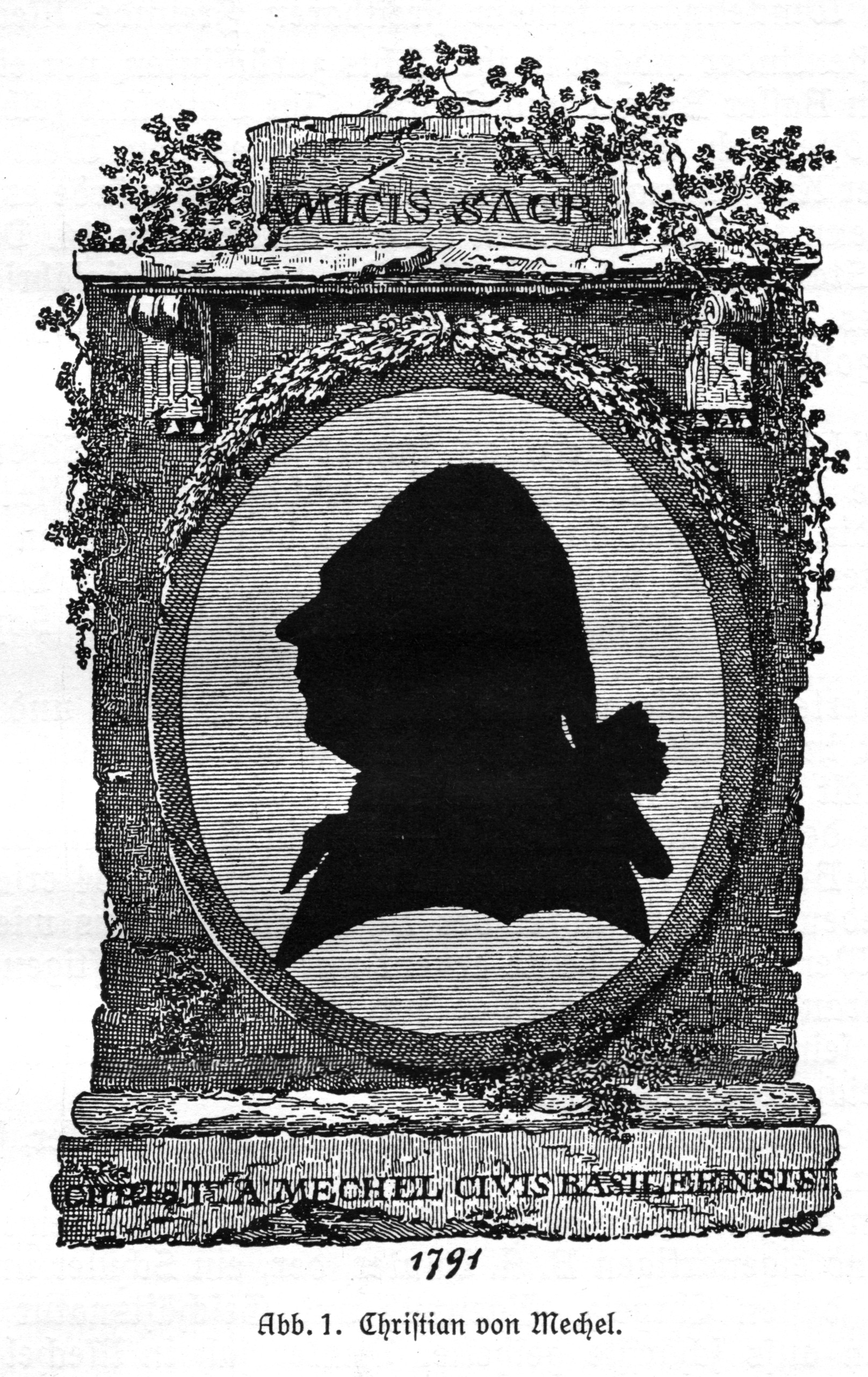
Christian von Mechel, Schattenriss, 1791

Im Jahr 1764 kehrte er nach Basel zurück und heiratete Elisabeth Haas, die Tochter eines angesehenen Schriftgiessers der Stadt. Die Beziehung blieb wie auch die zweite, 1795 mit Friederike von Wagner geschlossene Ehe, kinderlos. Auf einer Reise nach Italien lernte Mechel 1767 Johann Joachim Winckelmann und Johann Friedrich Reiffenstein kennen, die ihn in den folgenden Jahren regelmässig mit Kunstgegenständen aus Italien für seine Handlung belieferten. Denn neben der Gründung einer Stecherwerkstatt («Kupferstecherakademie») in Basel, zu deren Schülern Wilhelm Friedrich Gmelin, Christian Haldenwang, Ludwig Friedrich Kaiser und Johann Heinrich Troll gehörten, eröffnete Mechel 1767 auch ein bald schon international bekanntes Kunsthandelsgeschäft.
Ein wichtiger Kunde war neben Johann Wolfgang von Goethe auch Kaiser Joseph II., der das Mechelsche Geschäft während seines Aufenthalts in Basel im Juli 1777 besuchte. Mechel wurde offiziell mit der Führung des Kaisers durch die Basler Holbein-Sammlung betraut und begleitete den Kaiser auf der Weiterreise bis zum 26. Juli 1777 nach Waldshut. Joseph II. lud Christian von Mechel im November 1777 nach Wien ein. Mechel reiste 1778 nach Wien, wo er im Dienst des Kaisers die Galerie im Belvedere zur Öffnung für die Allgemeinheit neu ordnete.
Kaiser Joseph II. hatte in Wien die Verlegung der kaiserlichen Gemäldegalerie von den engen Räumen der Stallburg seiner Residenz in das Schloss Belvedere veranlasst, wo die Werke in den Stockwerken des Oberen Belvedere untergebracht werden sollten. Mit von Mechel wurde erstmals so ein Fachmann mit der Neuordnung und Katalogisierung einer Gemäldegalerie betraut, die nach rein wissenschaftlichen Gesichtspunkten erfolgte. Christian von Mechel war einer der ersten, welche die Kunstwerke nach Meistern und Schulen ordneten.
Im Jahr 1783 kehrte er nach Basel zurück, wo in der Folgezeit Werke zu Johann Karl von Hedlingers Medaillen, der Düsseldorfer Gemäldegalerie und Holbeins Totentanz entstanden. Nach einer Reise durch Wien im Jahr 1787 folgte eine erste Reise durch Süddeutschland. In den frühen 1790er Jahren schloss er sich mit dem britischen Stecher und Verleger Valentine Green zu gemeinsamen Projekten zusammen. 1794 kehrte er nach Basel zurück, wo die Auswirkungen der Französischen Revolution zu Verlusten seines Kunsthandelsgeschäfts führten. Mechel ging in den folgenden Jahren nach Deutschland, wo er in Weimar Goethe und Schiller traf. In Dresden schloss er Bekanntschaft mit den Schweizer Malern Anton Graff und Adrian Zingg. Er liess sich 1805 in Berlin nieder. Sein Basler Kunsthandelsgeschäft löste er 1808 auf und begann in Berlin, kunsthänderlisch tätig zu werden. 1817 starb Mechel in Berlin. Zu seinen Schülern zählte sein Neffe, der Kupferstecher Johann Jacob von Mechel (1764–1816).
Im Jahr 1875 wurde in Wien-Landstraße (3. Bezirk) die Mechelgasse nach ihm benannt.

## Bedeutung
Mechel führte in Basel den klassizistischen Stil ein. Er machte Hans Holbein den Jüngeren mit seinem Werk zum Totentanz Holbeins einem breiteren Publikum bekannt und verfasste eine erste Kunstgeschichte der Schweiz. Mechel war zudem einer der ersten Kunstverständigen, die grosse Galerien nach dem damals neuen Prinzip der Malerschulen ordneten.

## Werke

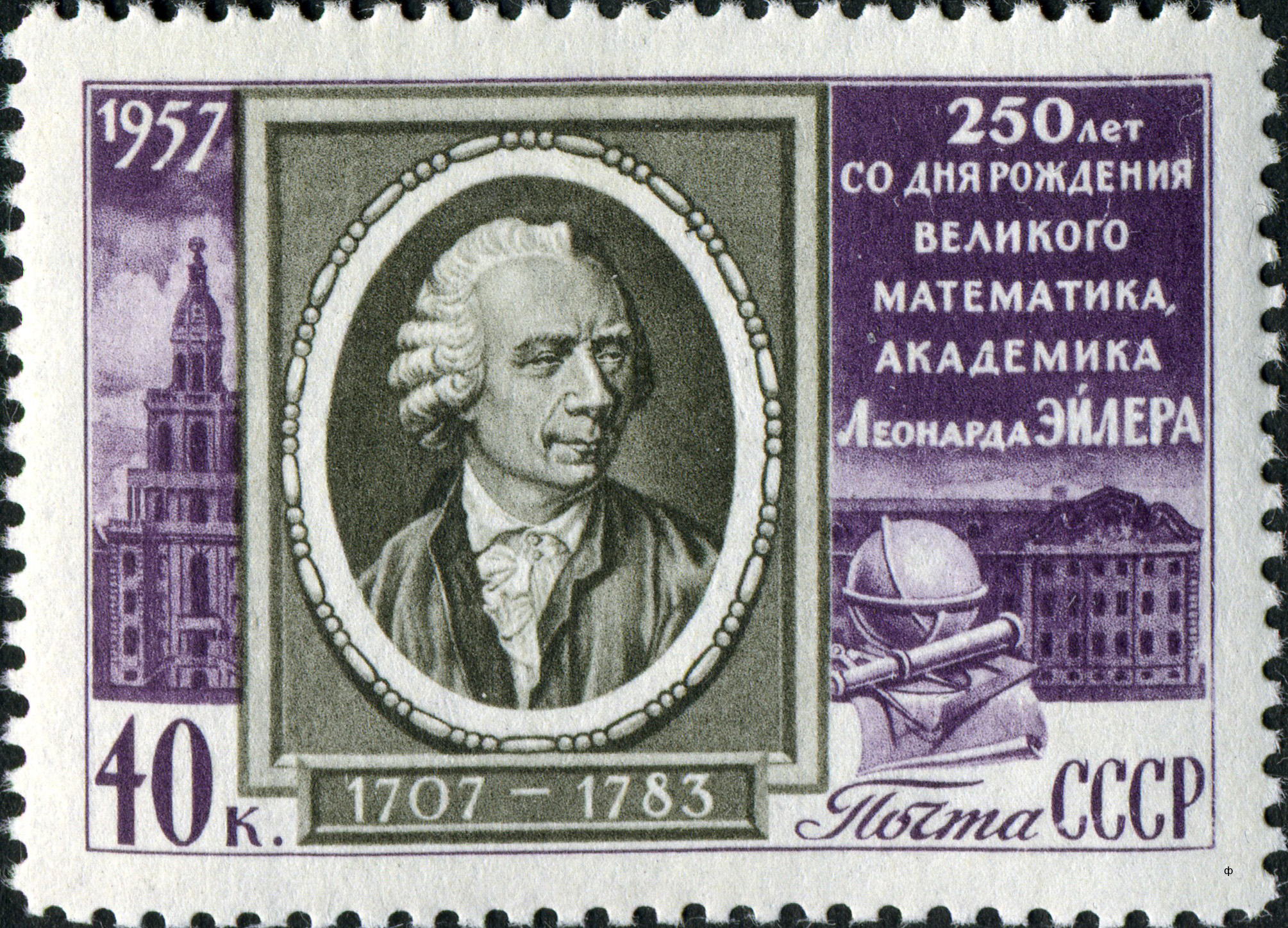
Porträt von Leonhard Euler (1707–1783)

- Oeuvre du Chevalier Hedlinger ou recueil des medailles de ce celebre artiste (1776)
- La Galerie Électorale de Dusseldorff (1778)
- Hans Holbein – Le triomphe de la mort (1780)
- Verzeichniß der Gemälde der Kaiserlich Königlichen Bilder-Gallerie in Wien (1783)
- Karl Gottlieb von Windisch’s Briefe über den Schachspieler des Hrn. von Kempelen (1783)
- Catalogue des tableaux de la Galérie Impériale et Royale de Vienne (1784)
- Costumes de Paysans et Paysannes de la Suisse (1785)
- Vorstellungen und Plane der merkwürdigsten Begebenheiten des gegenwärtigen Krieges der Österreicher und Russen gegen die Türken (1790)
- Explication des renvois de l’estampe enluminée, qui représente la vallé de Chamouni, le Mont-Blanc et les montagnes adjacentes (1791)
- Entwurf einer Kunstgeschichte Helvetiens (1791)
- Itinéraire du St. Gothard, d’une partie de Vallais et des contrées de la Suisse, que l’on traverse ordinairement pour se rendre au Gothard (1795)
- Recueil de Vues choisies de la Suisse (1796)
- Tableaux historiques et topographiques, ou relations exactes et impartiales des trois événemens mémorables qui terminèrent la campagne de 1796 sur le Rhin  (1798)
- Soldaten- und Plotons-Schule für die Infanterie aus dem französischen Reglement (1799)
- Plan, Durchschnitt und Aufriß der drey merkwürdigsten hölzernen Brücken in der Schweiz (1803)
- Tableau comparatif des montagnes de la Lune, de Venus, de Mercure et de quelques-unes de plus hautes montagnes de la Terre (1806)
- Lucas Cranach’s Stammbuch (1814)
- Bildnisse sämmtlicher zu dem Throne von Frankreich zurückberufenen Bourbons (1814)
- Den gekrönten Befreiern Europas jetzt in Wien versammelt ... widmet die Abbildung der Eisernen Hand des ... Götz von Berlichingen (1815)